# Bloedbad op Paaszondag
Het bloedbad op Paaszondag vond plaats op Paaszondag 30 maart 1975, toen de 41-jarige James U. Ruppert elf leden van zijn eigen familie doodschoot in het huis van zijn moeder aan Minor Avenue 635 in Hamilton, Ohio.

## Bloedbad
Op Paaszondag 30 maart 1975 brachten Rupperts broer Leonard Jr. en zijn vrouw Alma hun acht kinderen in de leeftijd van 4 tot 17 jaar mee voor het paasdiner in hun huis aan Minor Avenue 635. Ruppert bleef boven en sliep een avondje drinken uit, terwijl de andere familieleden deelnamen aan het zoeken naar paaseieren in de voortuin.
Rond 15.00 uur werd James wakker en kwam naar de keuken toe. Voordat hij iets kon zeggen, zegt zijn oudere broer "How's that Volkswagen James?" Door dat zinnetje werd elke paranoia-gedachte in het hoofd van James gevalideerd. Een uur later kwam hij terug met twee .22 kaliber pistolen en een geweer. Zijn moeder Charity was sloppy joes aan het bereiden in de keuken, in het gezelschap van Leonard Jr. en Alma. De meeste kinderen speelden in de woonkamer.
Hij vermoordde Leonard Jr. toen hij hem in de keuken in zijn hoofd schoot, en vervolgens zijn schoonzus Alma toen hij haar neerschoot. Toen zijn moeder op hem afkwam, schoot hij haar één keer in het hoofd en twee keer in de borst. David, 11, Teresa, 9, en Carol, 13, werden later door hem vermoord.
James draaide de hoek om naar de woonkamer. Een voor een schoot James zijn overgebleven nichtje en neefjes neer: Ann, 12, Leonard III, 17, Michael, 16, Thomas, 15, en John, 4. Charity was één keer in de borst geschoten; de overige slachtoffers werden in het hoofd geschoten en opnieuw neergeschoten om er zeker van te zijn dat ze waren gestorven. Het enige teken van een worsteling op de plaats delict was een omgevallen prullenbak.
De lijkschouwer van Butler County theoretiseerde dat Ruppert sommige slachtoffers waarschijnlijk meer dan eens had neergeschoten om te voorkomen dat iemand zou ontsnappen. Het bloedbad was binnen vijf minuten voorbij.
Nadat hij drie uur in huis had doorgebracht, belde James uiteindelijk de politie en zei: 'There's been a shooting.' Hij wachtte net binnen de voordeur en wachtte tot de autoriteiten arriveerden.

## Strafrechtelijke procedure
Het oorspronkelijke proces vond plaats in Hamilton, Ohio in juni 1975. Het panel van drie rechters oordeelde Ruppert schuldig aan elf moordaanslagen en veroordeelde hem op 3 juli tot een levenslange gevangenisstraf. Er werd een nietig proces uitgesproken omdat het panel van drie rechters niet wist of de uitspraak unaniem moest zijn, of dat er een meerderheidsregel toegepast kon worden. Er werd besloten dat het nieuwe proces zou plaatsvinden in Findlay, Ohio, 200 kilometer ten noorden, omdat men geloofde dat hij geen eerlijk proces kon krijgen in de stad Hamilton.
Het tweede proces begon op 23 juli 1975 en aanklagers onthulden bewijsmateriaal waarbij de getuigen betrokken waren die Ruppert hadden zien deelnemen aan schietoefeningen, vroegen naar geluiddempers voor zijn wapenverzameling en toegaven dat de verwachtingen van zijn moeder een probleem waren dat hij moest oplossen. In juli 1975 kreeg Ruppert elf opeenvolgende levenslange gevangenisstraffen.
In hoger beroep werd in 1982 een nieuw proces toegekend. Advocaat Hugh D. Holbrock, ervan overtuigd dat zijn cliënt krankzinnig was, financierde persoonlijk de aanwerving van deskundige psychiaters en psychologen uit het hele land.
Op 23 juli 1982 oordeelde een ander panel van drie rechters Ruppert schuldig aan twee moorden met voorbedachten rade (zijn moeder en broer), maar vond hem niet schuldig aan de andere negen moorden, wegens waanzin. Voor elke telling kreeg hij één levenslange gevangenisstraf, die achtereenvolgens moest worden uitgezeten.
Omdat de doodstraf in de Verenigde Staten van 1972 tot 1976 was opgeschort als gevolg van de uitspraak van het Hooggerechtshof in Furman v. Georgia; de massamoorden op Minor Avenue hadden in 1975 plaatsgevonden en Ruppert kon voor zijn misdaden niet de doodstraf krijgen.
Op 30 juli 1982, op 48-jarige leeftijd, werd Ruppert opgesloten bij de Ohio Department of Rehabilitation and Correction (ODRC), in het Franklin Medical Center in Columbus, Ohio. Zijn toegewezen gevangenenummer was A169321.
In juni 1995, op 61-jarige leeftijd, kreeg Ruppert een hoorzitting voor de staatsparole Board, maar zijn vrijlating werd geweigerd. Hij ontving daaropvolgende hoorzittingen van de voorwaardelijke vrijlating in 2005 (71 jaar) en april 2015 (81 jaar), maar hem werd zijn vrijlating geweigerd. 
In 2015 bracht de parole board van de Allen Oakwood Correctional Institution een verklaring uit: "Het bestuur heeft vastgesteld dat de gevangene op dit moment niet geschikt is voor vrijlating. De gevangene heeft geen enkele aanbevolen programmering voltooid en lijkt hiertoe ook niet bereid te zijn." In het dossier van de gevangene wordt melding gemaakt van negatief institutioneel gedrag. De gevangene heeft meerdere slachtoffers van het leven beroofd. Er zijn sterke bezwaren van de gemeenschap tegen zijn vrijlating... De vrijlating van deze gevangene zou niet in het beste belang van gerechtigheid zijn.'
Rupperts volgende hoorzitting over de voorwaardelijke vrijlating zou plaatsvinden in april 2025, toen hij 91 zou zijn geweest.
Op 4 juni 2022 stierf Ruppert op 88-jarige leeftijd een natuurlijke dood terwijl hij opgesloten zat in het Franklin Medical Center in Columbus, Ohio, een eenheid van het Ohio Department of Rehabilitation and Correction.